# 야코비 항등식
야코비 항등식( - 恒等式, 독일어: Jacobi-Identität, 영어: Jacobi identity)은 이항 연산자가 연산 순서에 대해 가지고 있는 특정한 성질을 가리킨다. 교환법칙이 성립하는 이항 연산자 {\displaystyle +}가 주어져 있을 때, 이항 연산자 {\displaystyle *}가 항상 다음 식을 만족할 경우 야코비 항등식을 만족한다고 정의한다.
{\displaystyle a*(b*c)+c*(a*b)+b*(c*a)=0}

## 예제
- 벡터곱 {\displaystyle \times }은 야코비 항등식을 만족한다.
- 임의의 환 {\displaystyle (R,+,\cdot )}에 대해서 {\displaystyle a*b=a\cdot b-b\cdot a}로 정의하면, 이 연산자는 야코비 항등식을 만족한다.
- 리 대수의 이항연산자는 야코비 항등식을 항상 만족한다.

## 같이 보기
- 리 초대수